# Bolesława Maciejewska
Bolesława Maciejewska (ur. 10 maja 1913 w Gnieźnie, zm. 24 kwietnia 2002) – polska nauczycielka, poseł na Sejm PRL III i IV kadencji.

## Życiorys
Córka Hilarego i Heleny z domu Dąbrowskiej. Uzyskała tytuł zawodowy magistra historii. Pracowała na stanowisku dyrektora Liceum Ogólnokształcącego dla Pracujących w Gnieźnie. W 1961 i 1965 uzyskiwała mandat posła na Sejm PRL w okręgu Gniezno. W trakcie III kadencji zasiadała w Komisji Oświaty i Nauki, a w trakcie IV w Komisji Zdrowia i Kultury Fizycznej.
Została pochowana na cmentarzu św. Piotra i Pawła w Gnieźnie.